# Juniorvärldsmästerskapen i nordisk skidsport 2022
Junior- och U23-världsmästerskapen i nordisk skidsport 2022 var den 45:e upplagan av tävlingen och arrangerades mellan den 22 februari till 6 mars 2022 i Zakopane i Polen och Lygnasæter i Norge.

## Tävlingsprogram
Alla tider anges i lokal tid (UTC+1).
| Datum       | Tid   | Gren                                                     |
| ----------- | ----- | -------------------------------------------------------- |
| 22 februari | 13:00 | 15 km (F) masstart, juniorer, damer                      |
| 22 februari | 15:00 | 30 km (F) masstart, juniorer, herrar                     |
| 23 februari | 13:00 | 4 × 3,3 km stafett, juniorer, damer                      |
| 23 februari | 15:00 | 4 × 5 km stafett, juniorer, herrar                       |
| 24 februari | 13:00 | 10 km (K), U23, damer                                    |
| 24 februari | 15:00 | 15 km (K), U23, herrar                                   |
| 25 februari | 13:00 | 5 km (K), juniorer, damer                                |
| 25 februari | 15:00 | 10 km (K), juniorer, herrar                              |
| 26 februari | 10:00 | Sprint (F), U23, herrar Sprint (F), U23, damer           |
| 27 februari | 10:00 | Sprint (F), juniorer, herrar Sprint (F), juniorer, damer |
| 27 februari | 14:30 | 4 × 5 km mixstafett, U23                                 |

| Datum  | Tid         | Gren                                            |
| ------ | ----------- | ----------------------------------------------- |
| 2 mars | 09:15 14:00 | Normalbacke + 5 km, damer                       |
| 2 mars | 11:30 15:00 | Normalbacke + 10 km, herrar                     |
| 4 mars | 10:00 13:00 | Mixad lagtävling i normalbacke / 5+2,5+2,5+5 km |
| 5 mars | 10:00 13:00 | Lagtävling i normalbacke, herrar / 4×5 km       |

| Datum  | Tid   | Gren                             |
| ------ | ----- | -------------------------------- |
| 3 mars | 16:00 | Normalbacke, damer               |
| 3 mars | 19:00 | Normalbacke, herrar              |
| 5 mars | 15:30 | Lagtävling i normalbacke, damer  |
| 5 mars | 18:30 | Lagtävling i normalbacke, herrar |
| 6 mars | 10:00 | Mixad lagtävling i normalbacke   |

(K) = Klassisk stil, (F) = Fristil

## Medaljsammanfattning

### Juniorer

#### Längdåkning
| Gren               | Guld                                                                                 | Guld      | Silver                                                                                      | Silver    | Brons                                                               | Brons     |
| Juniorer, herrar   |                                                                                      |           |                                                                                             |           |                                                                     |           |
| Sprint (F)         | Johannes Lønnestad Flaaten Norge                                                     | 2.15,55   | Elia Barp Italien                                                                           | 2.16,21   | Aleksander Elde Holmboe Norge                                       | 2.18,44   |
| 10 km (K)          | Saveliy Korostelev Ryssland                                                          | 26.15,8   | Niko Anttola Finland                                                                        | 26.37,2   | Alexander Ivshin Ryssland                                           | 26.38,0   |
| 30 km masstart (F) | Alexander Ivshin Ryssland                                                            | 1:12.47,9 | Saveliy Korostelev Ryssland                                                                 | 1:12.56,0 | Nikita Denisov Ryssland                                             | 1:12.59,9 |
| 4 × 5 km stafett   | Ryssland Nikita Rodionov Alexander Ivshin Nikita Denisov Saveliy Korostelev          | 49.16,4   | Norge Preben Horven Johannes Lønnestad Flaaten Nikolai Elde Holmboe Aleksander Elde Holmboe | 49.38,2   | USA Michael Earnhart Brian Bushey Walker Hall Will Koch             | 49.38,8   |
| Juniorer, damer    |                                                                                      |           |                                                                                             |           |                                                                     |           |
| Sprint (F)         | Maria Hartz Melling Norge                                                            | 2.36,17   | Märta Rosenberg Sverige                                                                     | 2.36,54   | Elizaveta Bekisheva Ryssland                                        | 2.38,02   |
| 5 km (K)           | Dariya Nepryaeva Ryssland                                                            | 14.30,1   | Elizaveta Bekisheva Ryssland                                                                | 14.33,0   | Emma Kirkeberg Mørk Norge                                           | 14.34,1   |
| 15 km masstart (F) | Helen Hoffmann Tyskland                                                              | 39.23,1   | Lisa Eriksson Sverige                                                                       | 39.25,7   | Tuva Anine Brusveen-Jensen Norge                                    | 39.31,3   |
| 4 × 3,3 km stafett | Norge Maria Hartz Melling Emma Kirkeberg Mørk Tuva Anine Brusveen-Jensen Anna Heggen | 36.52,3   | Ryssland Evgeniya Krupitskaya Dariya Nepryaeva Anna Kozhinova Elizaveta Bekisheva           | 36.52,4   | Tyskland Verena Veit Germana Thannheimer Lara Dellit Helen Hoffmann | 37.27,7   |

#### Nordisk kombination
| Gren                                    | Guld                                                                       | Guld    | Silver                                                                               | Silver  | Brons                                                                | Brons   |
| Juniorer, herrar                        |                                                                            |         |                                                                                      |         |                                                                      |         |
| Normalbacke + 10 km                     | Stefan Rettenegger Österrike                                               | 23.30,9 | Perttu Reponen Finland                                                               | 24.04,7 | Tristan Sommerfeldt Tyskland                                         | 24.10,7 |
| Lagtävling normalbacke + 4 × 5 km       | Finland Waltteri Karhumaa Arsi Tietäväinen Eelis Meriläinen Perttu Reponen | 54.28,9 | Norge Torje Seljeset Per Einar Skjæret Strømhaug Sebastian Østvold Eidar Johan Strøm | 54.35,4 | Österrike Kilian Gütl Severin Reiter Paul Walcher Stefan Rettenegger | 55.19,7 |
| Juniorer, damer                         |                                                                            |         |                                                                                      |         |                                                                      |         |
| Normalbacke + 5 km                      | Annika Sieff Italien                                                       | 14.30,1 | Haruka Kasai Japan                                                                   | 14.31,0 | Natalie Armbruster Tyskland                                          | 14.33,3 |
| Juniorer, mixad lagtävling              |                                                                            |         |                                                                                      |         |                                                                      |         |
| Lagtävling normalbacke + 5+2,5+2,5+5 km | Tyskland Simon Mach Jenny Nowak Natalie Armbruster Tristan Sommerfeldt     | 41.11,8 | Italien Stefano Radovan Annika Sieff Daniela Dejori Iacopo Bortolas                  | 41.15,7 | Österrike Samuel Lev Lisa Hirner Annalena Slamik Stefan Rettenegger  | 41.38,4 |

#### Backhoppning
| Gren                       | Guld                                                                         | Guld    | Silver                                                                            | Silver | Brons                                                                            | Brons |
| Juniorer, herrar           |                                                                              |         |                                                                                   |        |                                                                                  |       |
| Normalbacke                | Daniel Tschofenig Österrike                                                  | 311,5   | David Haagen Österrike                                                            | 299,6  | Markus Müller Österrike                                                          | 287,6 |
| Lagtävling i normalbacke   | Österrike David Haagen Markus Müller Jonas Schuster Daniel Tschofenig        | 1 038,5 | Norge Adrian Thon Gundersrud Johannes Aardal Sindre Ulven Jørgensen Iver Olaussen | 982,7  | Tyskland Finn Braun Ben Bayer Simon Spiewok Luca Geyer                           | 963,0 |
| Juniorer, damer            |                                                                              |         |                                                                                   |        |                                                                                  |       |
| Normalbacke                | Nika Prevc Slovenien                                                         | 240,5   | Taja Bodlaj Slovenien                                                             | 230,5  | Alexandria Loutitt Kanada                                                        | 223,7 |
| Lagtävling i normalbacke   | Slovenien Jerneja Repinc Zupančič Lara Logar Taja Bodlaj Nika Prevc          | 888,5   | Japan Haruka Kasai Hina Tsuchida Ringo Miyajima Nagomi Nakayama                   | 784,0  | Tyskland Christina Feicht Anna-Fay Scharfenberg Pia Lilian Kübler Michelle Göbel | 765,0 |
| Juniorer, mixad lagtävling |                                                                              |         |                                                                                   |        |                                                                                  |       |
| Lagtävling i normalbacke   | Österrike Vanessa Moharitsch Daniel Tschofenig Julia Mühlbacher David Haagen | 884,4   | Slovenien Taja Bodlaj Marcel Stržinar Nika Prevc Maksim Bartolj                   | 819,0  | Norge Nora Midtsundstad Johannes Aardal Heidi Dyhre Traaserud Iver Olaussen      | 772,5 |

### U23

#### Längdåkning
| Gren                  | Guld                                                                           | Guld    | Silver                                                                | Silver  | Brons                                                                        | Brons   |
| U23, herrar           |                                                                                |         |                                                                       |         |                                                                              |         |
| Sprint (F)            | Valerio Grond Schweiz                                                          | 2.14,95 | Denis Filimonov Ryssland                                              | 2.15,36 | Magnus Øyaas Håbrekke Norge                                                  | 2.15,62 |
| 15 km (K)             | Arsi Ruuskanen Finland                                                         | 40.23,0 | Leo Johansson Sverige                                                 | 40.29,7 | Håvard Moseby Norge                                                          | 40.51,1 |
| U23, damer            |                                                                                |         |                                                                       |         |                                                                              |         |
| Sprint (F)            | Moa Hansson Sverige                                                            | 2.34,79 | Monika Skinder Polen                                                  | 2.35,28 | Nataliya Mekryukova Ryssland                                                 | 2.35,29 |
| 10 km (K)             | Anja Weber Schweiz                                                             | 29.59,8 | Patrīcija Eiduka Lettland                                             | 30.01,1 | Veronika Stepanova Ryssland                                                  | 30.12,9 |
| U23, mixad lagtävling |                                                                                |         |                                                                       |         |                                                                              |         |
| 4 × 5 km stafett      | Norge Mari Folkvord Håvard Moseby Andreas Fjorden Ree Kristin Austgulen Fosnæs | 49.20,5 | Frankrike Mélissa Gal Théo Schely Jules Chappaz Eve-Ondine Duchaufour | 49.28,0 | Ryssland Anastasiya Faleeva Ivan Gorbunov Denis Filimonov Veronika Stepanova | 49.32,7 |

### Medaljtabeller

#### Sammanlagd
*   Värdland ( Norge) och (Polen)
| Nr                   | Nation               | Guld | Silver | Brons | Totalt |
| -------------------- | -------------------- | ---- | ------ | ----- | ------ |
| 1                    | Ryssland             | 4    | 4      | 6     | 14     |
| 2                    | Norge*               | 4    | 3      | 6     | 13     |
| 3                    | Österrike            | 4    | 1      | 3     | 8      |
| 4                    | Finland              | 2    | 2      | 0     | 4      |
| 4                    | Slovenien            | 2    | 2      | 0     | 4      |
| 6                    | Tyskland             | 2    | 0      | 5     | 7      |
| 7                    | Schweiz              | 2    | 0      | 0     | 2      |
| 8                    | Sverige              | 1    | 3      | 0     | 4      |
| 9                    | Italien              | 1    | 2      | 0     | 3      |
| 10                   | Japan                | 0    | 2      | 0     | 2      |
| 11                   | Frankrike            | 0    | 1      | 0     | 1      |
| 11                   | Lettland             | 0    | 1      | 0     | 1      |
| 11                   | Polen*               | 0    | 1      | 0     | 1      |
| 14                   | Kanada               | 0    | 0      | 1     | 1      |
| 14                   | USA                  | 0    | 0      | 1     | 1      |
| Totalt (15 nationer) | Totalt (15 nationer) | 22   | 22     | 22    | 66     |

#### Juniorer
*   Värdland ( Norge) och (Polen)
| Nr                   | Nation               | Guld | Silver | Brons | Totalt |
| -------------------- | -------------------- | ---- | ------ | ----- | ------ |
| 1                    | Ryssland             | 4    | 3      | 3     | 10     |
| 2                    | Österrike            | 4    | 1      | 3     | 8      |
| 3                    | Norge*               | 3    | 3      | 4     | 10     |
| 4                    | Slovenien            | 2    | 2      | 0     | 4      |
| 5                    | Tyskland             | 2    | 0      | 5     | 7      |
| 6                    | Finland              | 1    | 2      | 0     | 3      |
| 6                    | Italien              | 1    | 2      | 0     | 3      |
| 8                    | Japan                | 0    | 2      | 0     | 2      |
| 8                    | Sverige              | 0    | 2      | 0     | 2      |
| 10                   | Kanada               | 0    | 0      | 1     | 1      |
| 10                   | USA                  | 0    | 0      | 1     | 1      |
| Totalt (11 nationer) | Totalt (11 nationer) | 17   | 17     | 17    | 51     |

#### U23
*   Värdland ( Norge)
| Nr                  | Nation              | Guld | Silver | Brons | Totalt |
| ------------------- | ------------------- | ---- | ------ | ----- | ------ |
| 1                   | Schweiz             | 2    | 0      | 0     | 2      |
| 2                   | Sverige             | 1    | 1      | 0     | 2      |
| 3                   | Norge*              | 1    | 0      | 2     | 3      |
| 4                   | Finland             | 1    | 0      | 0     | 1      |
| 5                   | Ryssland            | 0    | 1      | 3     | 4      |
| 6                   | Frankrike           | 0    | 1      | 0     | 1      |
| 6                   | Lettland            | 0    | 1      | 0     | 1      |
| 6                   | Polen               | 0    | 1      | 0     | 1      |
| Totalt (8 nationer) | Totalt (8 nationer) | 5    | 5      | 5     | 15     |